# حنا خان
حنا خان (کشمیری: حنا خان)؛ (زادهٔ ۲ اکتبر ۱۹۸۷) بازیگر هندی است که در فیلم‌ها و تلویزیون هند ظاهر می‌شود. او به خاطر ایفای نقش آکشار در سریال تلویزیونی اسم این رابطه چیه؟ از شبکه تلویزیونی استار پلاس و نقش کومولیکا در سریال تلویزیونی تجربه‌های زندگی شناخته شده است. در سال ۲۰۱۷، او در برنامهٔ تلویزیونی فیر فاکتور:بازیگر خطرها ۸ و بیگ باس ۱۱ شرکت کرد و در هر دو برنامه، نفر دوم شد.

## فیلم‌شناسی
فیلم‌ها
| Year   | Title      | Role | Notes | Ref. |
| ------ | ---------- | ---- | ----- | ---- |
| هک شده | سمیرا خانا |      | [ ۷ ] |      |

تلویزیون
| سال       | عنوان                     | نقش                      | نکات | مرجع.  |
| --------- | ------------------------- | ------------------------ | ---- | ------ |
| ۲۰۰۹–۲۰۱۶ | اسم این رابطه چیه؟        | آکشارا ماهشواری سینگانیا |      | [ ۸ ]  |
| ۲۰۱۷      | فیر فاکتور:بازیگر خطرها ۸ | شرکت کننده               |      | [ ۹ ]  |
| ۲۰۱۷–۲۰۱۸ | بیگ باس ۱۱                | شرکت کننده               |      | [ ۱۰ ] |
| ۲۰۱۸–۲۰۱۹ | تجربه‌های زندگی            | کومولیکا چاوبی باسو      |      | [ ۱۱ ] |
| ۲۰۲۰      | ملکه مارها ۵              |                          |      | [ ۱۲ ] |
| ۲۰۲۰      | بیگ باس ۱۴                | سنیور                    |      | [ ۱۳ ] |